# Frane Tagliaferro
Frane Tagliafero, nekadašnji Hajdukov igrač s ukupno 89 nastupa i 14 postignutih zgoditaka u 20 službenih nastupa u Splitskom podsavezu. Igrao je i u 69 prijateljskih utakmica za Bile ali bez postignutih golova.
U prvoj postavi Hajduka nalazi se već završetkom Prvog svjetskog rata, 1918. godine, a uz njega su nastupali te godine i Prokeš, Salvi, Šitić, Gazdić-Janjčić, M. B. Kurir, Kaliterna, Righi, Pilić, Nedoklan i Dujmović.
F. Tagliafero se u Splitskom podsavezu nalazio na 10. mjestu po nastupima (iza Mirka Bonačića s 22 nastupa) i na 9. mjestu na listi strijelca, iza Ernesta Hochmanna s 16 zgoditka.
Njegov prvi službeni nastup je bila utakmica protiv Borca 28. ožujka 1920. koju je Hajduk dobio s 8:0.  U toj utakmici nastupili su uz njega i Kaliterna (branka), Gazdić, Šitić, Dujmović, Prokeš, Righi, Borovčić Kurir, Pilić, Hochmann i Machiedo. Gazdić je na njoj zabio 4 gola. a ostalea 4 su dali Machiedo 2 i po 1 Pilić i Hochmann.
Statistika u Hajduku
| Natjecanje        | Nastupi | Zgoditci |
| ----------------- | ------- | -------- |
| Prvenstvo         | 0       | 0        |
| Kup               | 0       | 0        |
| Superkup          | 0       | 0        |
| Međunarodne       | 0       | 0        |
| Splitski podsavez | 20      | 14       |
| Ukupno            | 20      | 14       |
| Prijateljske      | 69      | 0        |
| Sveukupno         | 89      | 14       |